# Sanak
Sanak (in lingua aleutina Sanaĝax), chiamata anche Sannakh, Halibut e Islas des Piles, è una delle isole Fox nell'arcipelago delle Aleutine e appartiene all'Alaska (USA).

## Storia
Come molte delle altre isole Aleutine, Sanak è stata abitata dagli aleuti per migliaia di anni. Studi archeologici hanno studiato gli effetti dell'occupazione umana sull'isola. Sono stati scavati oltre 100 siti e rinvenuti reperti risalenti a 5600 anni fa.
Nel 1828, gli amministratori dell'America russa spostarono la popolazione dell'isola alla penisola di Alaska, al fine di preservare la zona di caccia della lontra di mare nelle acque circostanti. Non vi sono più stati reinsediamenti sull'isola.
La U.S. Navy gestiva una piccola base navale a Sanak durante la seconda guerra mondiale; sono rimaste abbandonate attrezzature militari e relitti di navi.